# Franz von Stockhammern
Franz Xaver Anton Karl Alois Edler von Stockhammern (* 13. Juli 1873 in Neu-Ulm; † 26. Februar 1930 in München) war ein Ministerialbeamter und Diplomat.

## Leben
Stockhammern erhielt seine geistige und religiöse Prägung von den Benediktinern in Augsburg (St. Stephan). Nach dem Abitur schlug er seinem Vater folgend eine militärische Laufbahn ein. Im Sommer 1893 gehörte er dem I. Regiment der bayrischen Armee in München an, wurde kein Jahr später Fähnrich und sollte ein Jahr lang die Kriegsschule besuchen, aber schon bei Beginn verlor er beim Bajonettfechten ein Auge. So studierte er dann Theologie und Philosophie in Dillingen und wandte sich darauf der Juristerei in München zu. Er wurde am 1. September 1907 in das Bayerische Staatsministerium des Königlichen Hauses und des Äußeren berufen. Dort war er als Legationssekretär der zweite persönliche Hilfsarbeiter des Ministerpräsidenten von Clemens von Podewils-Dürniz. Im Jahre 1909 arbeitete er dann als Legationssekretär 1. Klasse für ihn und als Kabinettschef, besonders als Sachbearbeiter für Presse und Angelegenheiten der katholischen und evangelischen Kirchen. Der Ministerpräsident Georg von Hertling übernahm ihn nach dem Rückrtitt Podewils 1912 in gleicher Tätigkeit und beförderte ihn zum Legationsrat und zum Staatskommissar, zuständig für die Bayerische Staatszeitung und der "Aufrechterhaltung intimer Beziehungen zur Nuntiatur [...]". Im September 1914 wurde Stockhammern wegen seiner Sprachkenntnisse der bayerischen Gesandtschaft in Rom zugeteilt. Tatsächlich arbeitete er aber in der deutschen Botschaft, um eine inoffizielle Verbindung zum Vatikan zu unterhalten. Während des Ersten Weltkriegs wurde er 1915 zum Geheimen Legationsrat befördert, arbeitete aufgrund des Kriegseintritts Italiens fortan in Bern und wurde dem Reichskanzler für besondere Aufträge zur Verfügung gestellt. Als Aufgabe hatte er bis Juli 1917, wie er selbst schrieb, "einerseits rege persönliche Beziehungen zu den nach Kriegsausbruch nach der Schweiz verzogenen vatikanischen Elementen zu pflegen, andererseits den Nachrichtendienst meiner Freimaurer auf dem Weg über die Schweiz weiter auszubauen".
Stockhammern wurde im Juli 1917 nach Berlin abberufen, da sein Name in einem Prozess gegen italienische Behörden gegen Rudolf von Gerlach, genannt wurde. Seine Arbeit für den Reichskanzler führte er im Auswärtigen Amt weiter. Am 1. Mai wurde er zum Ministerialrat befördert und war mit der Bearbeitung und Erläuterung von Geheimberichten der Feindmächte betraut. Am 15. November wurde er mit der Organisation der Waffenstillstandskommission (Wako) betraut, die rasch zu einer Behörde mit 150 Mitarbeitern anwuchs. Um an der Friedenskonferenz teilnehmen zu können, empfahl sich Stockhammern mit einem Memorandum Der Volksstaat Bayern auf der Friedenskonferenz bei Kurt Eisner, welches geheime Berichte enthielt. Kurt Eisner verwendete diese Berichte, um Deutschlands Alleinschuld am Kriege zu beweisen. Am 1. Oktober 1919 ernannte Matthias Erzberger ihn zum Ministerialdirektor im Reichsfinanzministerium, wo er bis 1921 tätig war.
Im Ruhestand arbeitete er als Sekretär des Fürsten von Bülow und fungierte als Herausgeber seiner Memoiren. Über Bülows Memoiren hieß es vom Staatssekretär Dr. Hemmer in der Märkischen Volkszeitung vom 1. Mai 1931, dass der Herausgeber Stockhammern sie manipuliert hätte:
„Vor Jahren hat mir der inzwischen verstorbene Privatsekretär des Fürsten von Bülow, Herr Friedrich, vorausgesagt, der im Hause des Fürsten lebende Ministerialdirektor im Ruhestand, Franz von Stockhammern, der als Herausgeber der Bülowschen Memoiren zeichnet und ,wie viel zu wenig bekannt zu sein scheint, bei der Fassung der Memoiren tätigen Anteil gehabt hat, werde mir in den Memoiren ‚tüchtig eins auswischen‘. Dieser Streich ist nun geführt, im 4. Band der Bülowschen Memoiren […] Es ist so, Herr von Stockhammern verübt in den Memoiren unter dem Schutz der Autorität des Fürsten Racheackte an Personen, die einmal seinen Mißmut erregt haben. Es besteht für mich kein Zweifel, daß auch abfällige Urteile der Bülowschen Memoiren über andere Personen, ganz besonders über Wirth auf Herrn von Stockhammern zurückgehen.“
Kurz vor seinem Tod war Stockhammern noch Testamentsvollstrecker von Bernhard Bülow und seiner Frau. Er starb am 26. Februar 1930 "nach dreiwöchiger schwerer Krankheit" und wurde, wie sein Vater, auf dem Friedhof an der Pfarrkirche von Garmisch bestattet.
1942 erschien die Schrift „Beiträge zur Geschichte der Deutsch-Vatikanischen Beziehungen“ von dem Theologen und SS-Funktionär Wilhelm Patin, die nicht veröffentlicht werden durfte und sich den Geheimberichten Stockhammerns an die Reichskanzler Hollweg, Hertling sowie an Matthias Erzberger, widmete.

## Familie
Stockhammern stammte vom Salzburger Beamtenadel ab, die am 16. November 1828 in die Adelsmatrikel des Königreichs Bayern einverleibt wurde. Sein Vater Anton von Stockhammern (1843–1906) war bayerischer Generalmajor, seine Mutter Appelationsgerichtsratstochter Pauline (* 1848) eine geborene von Krafft-Demensingen. Am 3. Dezember 1928 heiratete Franz von Stockhammern Anna geborene Thiel, geschiedene Hohendorf. Die Ehe blieb kinderlos.